# Alexandra Can
Alexandra Can (n. 10 decembrie 1952, Sireți, raionul Strășeni, RSS Moldovenească, URSS – d. 21 septembrie 2023) a fost o politiciană din Republica Moldova, care a deținut funcția de ministru al industriei și comerțului (martie-decembrie 1999).
A fost vicepreședinte al Partidului Național Liberal din Moldova.

## Legături externe
- Alexandra CAN, vicepreședinte al PNL